# 13243 Randhahn
13243 Randhahn eller 1998 KZ47 är en asteroid i huvudbältet som upptäcktes den 22 maj 1998 av LINEAR i Socorro County, New Mexico. Den är uppkallad efter Mercedes Claire Randhahn.
Den tillhör asteroidgruppen Vesta.